# Polpa dentaria

1.Dente 2.Smalto 3.Dentina 4.Polpa dentaria 7.Cemento 8. Corona

La polpa dentaria è un tessuto molle di derivazione mesenchimale che ingloba arteriole, venule, nervo, e particolari cellule dette odontoblasti, capaci di produrre la dentina. Funzionalmente, embriologicamente e istologicamente può essere considerata come unico complesso pulpo-dentinale.

## Anatomia
La polpa occupa la camera pulpare all'interno della corona e i canali radicolari: in corrispondenza delle cuspidi si prolunga occlusalmente per formare cornetti pulpari; nei canali radicolari decorre il fascio vascolo-nervoso, che fuoriesce tramite il forame apicale. Tale forame è beante (ampio e centrale) nel dente giovane, mentre a formazione completa si restringe e assume una posizione più eccentrica.

## Istologia
La polpa è un tessuto connettivo lasso di tipo mucoso, dal punto di vista isotoloogico possiamo distinguere due zone: una periferica a confine con la dentina e una centrale contenente vasi e nervi.

### Polpa periferica
La polpa periferica è responsabile della formazione della dentina. Dal punto di vista istologico distinguiamo tre strati: odontoblastico, acellulare di Weil e zona di Hoehl.
Le cellule dello strato odontoblastico, dette odontoblasti, derivano da cellule mesenchimali periferiche della papilla dentale, si dispongono tra polpa e dentina.
Svolgono due funzioni fondamentali, ovvero la deposizione della sostanza extracellulare e fibre collagene che costituiscono la matrice pre dentinale. Quest’ultima viene successivamente mineralizzata dagli stessi odontoblasti attraverso la gemmazione di vescicole matrice; al termine del processo, nella metà esterna della dentina viene prodotta la dentina peritubulare, un tessuto ipermineralizzato che demarca i tubuli dentinali all’interno dei quali si inseriscono i processi odontoblastici. La guaina di dentina peritubulatre manca invece nella metà profonda della dentina, detta circumpulpare.
Gli odontoblasti presentano un grosso nucleo a cromatina lassa e la composizione in organuli del citoplasma dipende dallo stato funzionale in cui si trovano. Dal punto di vista istologico, invece, esse si presentano come cellule colonnari pseudostratificate a livello della polpa coronale, come un unico strato di cellule cubiche a livello della polpa radicolare, mentre come un unico strato di cellule appiattite a livello dei margini apicali.
Sotto lo strato odontoblastico si trova lo strato acellulare di Weil, uno strato povero di cellule ma ricco di sostanza intercellulare, perlopiù amorfa. Successivamente si trova la zona di Hoehl, uno strato ricco di cellule bipolari, o odontoblasti secondari, che si incaricano della maturazione biochimica delle fibre di von Korff e sostengono la proliferazione e differenziazione degli odontoblasti.

### Polpa centrale
La polpa centrale è costituita da una sostanza intercellulare molto idratata nella quale si trovano immerse diverse componenti cellulari tra cui fibroblasti, mastociti e macrofagi. A questo livello della polpa possono giungere, per via ematica, anche leucociti polimorfonucleati, plasmacellule ed altre cellule infiammatorie, soprattutto in seguito a un trauma o a necrosi cellulare.
La polpa dentaria è classificabile istologicamente come tessuto connettivo lasso di tipo mucoso. Essa contiene in rilevanti quantità acqua e sostanze disciolte, per il cui tramite svolge una funzione di supporto e rappresenta il mezzo attraverso cui si diffondono prodotti e metaboliti alle cellule del dente.
Tra gli elementi cellulari della polpa si trovano, anche nell’adulto, alcune delle cellule mesenchimali indifferenziate della papilla dentale primaria, pluripotenti, che stabiliscono connessioni intercellulari con gli odontoblasti. Gli odontoblasti sono cellule che non hanno capacità proliferative, in caso di traumi che inducono la morte cellulare, queste cellule vengono sostituite dalle cellule staminali che si differenziano in nuovi odontoblasti.
Altri tipi cellulari presenti nella polpa sono:
- fibroblasti: depongono collagene, organizzato in fibrille di piccolo calibro, e sostanza fondamentale, formando così la matrice pulpare, un reticolo di supporto per gli elementi strutturali di tutta la polpa. La sostanza fondamentale trattiene molta acqua e quindi consente efficaci scambi trofici tra sangue e cellule del dente. Con l'avanzare dell'età, fenomeni di microtrombosi e necrosi focali possono portare alla formazione di calcificazioni dette pulpoliti.
- mastociti: si localizzano attorno ai vasi sanguigni, dei quali regolano gli scambi è il trofismo
- macrofagi: si distribuiscono attorno ai vasi, eliminando cellule morte e partecipando alla risposta infiammatoria.
- linfociti e granulociti (soprattutto neutrofili), aumentano in caso di lesione che innescano una reazione infiammatoria.

## Vascolarizzazione e innervazione
La vascolarizzazione e l'innervazione del complesso pulpodentinale si estende principalmente all’interno della polpa dentaria e le successive ramificazioni raggiungono la dentina a livello dei tubuli dentinali.

### Innervazione
Le fibre nervose entrano a livello del forame apicale si raggruppano in fasci, generalmente associati a vasi sanguigni e avvolti da una guaina fibrosa, per poi dividersi nella polpa fino allo strato sotto-odontoblastico. Le fibre nervose che giungono a livello del complesso sono principalmente nervi sensitivi, mielinici ed amielinici, ma si ritrovano anche fibre amieliniche efferenti.
I nervi sensitivi, invece, appartengono al sistema trigeminale e si organizzano a formare il plesso di Raschkow. A livello dello strato di Hoehl (la zona ricca di cellule) si ramificano e raggiungono lo strato odontoblastico, alcune di queste fibre lo attraversano fino a raggiungere e innervare un breve tratto dei tubuli dentinali, giustapponendosi ai prolungamenti odontoblastici con cui formano giunzioni di tipo gap. Inoltre, i nervi sensitivi rispondono a stimoli nocivi con sensazioni dolorose che possono essere prodotte sia attraverso la polpa che a livello dentinale, ciò viene giustificato dalla “teoria idrodinamica” descritta da Byers e Taylor nel 1988, secondo cui i movimenti dei fluidi all’interno dei tubuli dentinali stimolano le terminazioni nervose.
Le fibre nervose amieliniche fanno parte del sistema nervoso simpatico e la loro attivazione provoca una riduzione sia del flusso ematico pulpare che dell’eccitabilità delle strutture nervose intradentali.

### Vascolarizzazione
I vasi sanguigni giungono anch’essi attraverso gli apici radicolari, a questo livello si immette l’arteria alveolare che poi si dirama nelle arterie pulpari, centrali o principali. Queste ultime salgono lungo il canale radicolare fino a raggiungere la camera pulpare.
Sono due le arterie pulpari principali che decorrono assieme alle vene omonime, una s’incarica di drenare la parte coronale della polpa e l’altra la parte apicale. Da queste arterie principali, si origina il plesso capillare periferico sottodontoblastico che si estende dall’estremità dei cornetti pulpari fino alla predentina. Tali capillari sono dotati da pareti fenestrate e la loro densità non è costante ma tende a diminuire progredendo verso la regione apicale.

## Fisiologia
Le funzioni svolte dalla polpa sono:
- garantire l'apporto vascolare al dente, mediante: arteriole afferenti, rami dell'arteriola alveolare che emergono dall'arteria mascellare interna; venule efferenti, che confluiscono nel plesso pterigoideo, da cui si diparte la vena mascellare che sfocia nella vena facciale. Tali vasi attraversano la polpa e si ramificano in corrispondenza del fronte odontoblastico per supportarli, formando il plesso capillare periferico sotto-odontoblastico. Sono presenti vasi linfatici il cui preciso ruolo nella patologia della polpa è tuttora oggetto di discussione.
- conferire sensibilità al dente tramite fibre nervose che da un plesso nervoso pulpare si connettono agli odontoblasti e talvolta penetrano nei tubuli dentinali. Le fibre afferenti provengono dal ganglio del Gasser, che tramite le branche mascellare e mandibolare del nervo trigemino raggiungono le arcate dentarie. Le fibre sono di due tipi:
  - fibre a δ, mieliniche, sensibili al dolore rapido ed intenso di breve durata;
  - fibre C, amieliniche, sensibili al dolore profondo connesso ad elevato danno pulpare.

La sensibilità dentinale può essere percepita direttamente dalle fibre nervose che attraversano i tubuli dentinali, ma si ritiene che la maggior parte delle sensazioni venga percepita grazie alle modifiche fisiche che lo stimolo determina nei confronti dei fluidi dentinali. Secondo la teoria idrodinamica, le modifiche del flusso che decorre nel tubulo dentinale provocano micro-sollecitazioni meccaniche delle fibre nervose prossime agli odontoblasti, rappresentando il vero innesco del segnale nervoso in questa fase.

## Patologia
Il biofilm batterico che si trova sulla superficie della corona dentale è formato da comunità batteriche simbiontiche (batteri saprofiti Gram-positivi) che svolgono un ruolo di protezione del dente contro microrganismi patogeni. Se il dente è esposto ad elevate concentrazioni di zuccheri alcune popolazioni batteriche liberano componenti a basso pH con conseguente demineralizzazione dello smalto e degradazione della dentina da parte di streptococchi, lattobacilli e actinomiceti. Questi ultimi rilasciano inoltre componenti che fluiscono lungo i tubuli dentinali. Ciò comporta ad una risposta infiammatoria e antibatterica da parte del tessuto pulpare. Il complesso pulpo-dentinale risponde in maniera dinamica a stimoli di varia natura che possono essere sia di natura meccanica ma anche di natura batterica o chimica.  In un contesto di infiammazione, come ad esempio una carie, il tessuto pulpare risulta più esposto ad infezioni a causa dell’ambiente ristretto in cui si trova. Infatti, proprio a causa dell’ambiente ristretto l’afflusso di sangue è inferiore, inoltre, non sono presenti circoli collaterali che permetterebbero un'adeguata perfusione in caso di micro-trombosi.  In generale nei tessuti, in caso di lesione, si assiste ad un processo definito di iperemia attiva, in cui si assiste a vasodilatazione delle arteriole e conseguente aumento di apporto di sangue nella zona interessata, aumento della pressione capillare causato dalla dilatazione degli sfinteri precapillari e accumulo di essudato negli interstizi con formazione di edema. Successivamente, si assiste ad iperemia passiva, in cui vi è un aumento del gonfiore ed è il momento in cui i leucociti entrano nel tessuto sede di flogosi ed attuano le loro molteplici funzioni di difesa. Nel caso del tessuto pulpare, essendo racchiuso in uno spazio circoscritto, l’aumento di essudato non può essere compensato da un aumento di dimensioni del tessuto: questo determina un aumento della pressione idrostatica del fluido pulpare che, assieme alla liberazione di citochine pro-infiammatorie, causa una iper-stimolazione delle terminazioni nervose, attestata dal dolore rapido e lancinante che lamentano i pazienti affetti da pulpite. In casi gravi comporta e protratti, l'ipertensione pulpare comporta un blocco dei vasi che a sua volta causa necrosi del tessuto stesso.

### Meccanismi di difesa e riparazione
La risposta infiammatoria nel complesso pulpo-dentinale a seguito di carie, malattie paradontali, traumi dentali o procedure operatorie dipende dal ruolo degli odontoblasti, i primi ad intervenire quando un patogeno entra attraverso i tubuli dentinali. Infatti, gli odontoblasti presentano i TLR (Toll-like receptor), recettori specifici per il riconoscimento dei PAMPS (pathogens associated molecular patterns), molecole presenti sulla membrana batterica. In un contesto di carie batterica gli odontoblasti attraverso i TLR riconoscono i PAMPS e rilasciano citochine proinfiammatorie (IL6,IL8, IL10), agenti antimicrobici (β-defensine e ossido nitrico) e chemochine per il richiamo di linfociti T, linfociti B, granulociti neutrofili e macrofagi, attivando la risposta infiammatoria innata.

### Reazione dentinale al danno
Durante il processo di infiammazione, una delle prime risposte è l'ipersensibilità dentinale la cui causa viene spiegata attraverso tre teorie:
- Teoria neuronale: in cui gli stimoli raggiungono il processo odontoblastico, raggiungono canali ionici di membrana provocandone l’apertura con conseguente entrata di cationi e creando un potenziale d’azione a livello delle fibre nervose afferenti primarie.[4]
- Teoria idrodinamica: in cui gli stimoli agiscono a livello del fluido dentinale provocando movimento che attivano meccanocettori presenti a livello delle fibre nervose afferenti.[4]
- Teoria dell’odontoblasto quale trasduttore di senso: gli stimoli vengono trasmessi sulla membrana dell’odontoblasto, quest’ultima presenta meccanocettori e termocettori che permette la trasmissione del segnale a livello delle fibre nervose afferenti.[4]

Se le lesioni sono iniziali gli odontoblasti, come meccanismo di difesa, vengono stimolati a produrre dentina di reazione, che si unisce alla dentina tubulare secondaria. Se le lesioni cariose sono più avanzate si riscontra la morte di una porzione della componente degli odontoblasti che consente la propagazione di mediatori dell’infiammazione, tossine di origine batterica e sostanze della matrice demineralizzata della polpa. Se l’evento viene prontamente curato si potrà avere il successivo intervento di cellule staminali della polpa che si differenziano in odontoblasti i quali permettono la deposizione di dentina indifferenziata e compatta nell’interfaccia tra la camera pulpare e la dentina, la quale prende il nome di dentina terziaria di riparazione. Si viene così a creare una barriera che ostacola l’evolversi dell’infezione batterica in direzione della camera pulpare.
Successivamente, si assiste alla cosiddetta sclerosi dentinale, un processo di obliterazione progressiva del lume dei canalicoli della dentina che comporta un’accelerata formazione di dentina pericanalicolare e a un deposito calcico intracanalicolare. La sclerosi permette la formazione di una barriera contro la diffusione di batteri, acidi, enzimi proteolitici e sostanze tossiche verso la polpa.  La sclerosi dentinale è anche un evento fisiologico compensatorio che si instaura con l'età parallelamente all'erosione ed assottigliamento dei tessuti duri della corona dentaria.

### Reazione pulpare al danno
A livello della polpa dentale qualsiasi danno induce durante un processo definito pulpopatia ovvero fenomeni infiammatori che possono essere acuti o cronici ed anche eventi degenerativi quali atrofia, degenerazione calcica o fibrosi. L’elemento cellulare della polpa più esposto sono gli odontoblasti che, se colpiti da danni irreparabili, possono andare incontro a flogosi, con conseguente rarefazione dello strato odontoblastico ed esacerbazione della reazione infiammatoria. Nel momento in cui la flogosi si estende al tessuto connettivo pulpare si entra nell'infiammazione pulpare iniziale, che consiste in iperemia che provoca edema intratissutale, stasi vascolare, diapedesi di granulociti e stravaso di emazie.
Nell’evoluzione grave della patologia si arriva a quella che viene definita infiammazione pulpare acuta, in cui nei primi stadi è caratterizzata da un aumento della pressione intrapulpare ed iperemia passiva causata da un processo di vasodilatazione provocato da tossine batteriche, citochine o enzimi proteolitici. Questa situazione genera un arresto totale della circolazione con la formazione di trombi. L’infiammazione pulpare acuta può degenerare a pulpite ascessuale dovuta ad un accumulo di batteri, granulociti neutrofili e cellule morte. I granulociti lisandosi provocano la fuoriuscita di enzimi proteolitici che smantellano le macromolecole della sostanza intercellulare del connettivo pulpare: si viene così a formare una raccolta di pus che sostituisce il tessuto pulpare infetto.

### Pulposi
Altre condizioni degenerative che possono interessare il complesso pulpodentinale prendono il nome di pulposi e sono l’atrofia e la degenerazione calcica.

### Atrofia
Le cellule della polpa dentaria diminuiscono sia in numero che in dimensione a causa di stimoli dannosi di entitàmoderata ma ripetuta. L’atrofia avviene nella zona dello strato odontoblastico, nel quale avvengono processi di disidratazione della sostanza fondamentale, deposizione anomala ed eccessiva di fibre di collagene e riduzione del numero dei fibroblasti.

### Calcificazioni pulpari
A causa di vari eventi concomitanti come atrofia, fibrosi da invecchiamento, pulpite cronica, micro-trombosi dei vasi pulpari, ecc. vi può essere la comparsa dei cosiddetti calcoli intrapulpari. Questi ultimi possono essere classificati in focali, ovvero calcificazioni isolate, e calcificazioni diffuse: clinicamente, si localizzano a preferenza nella porzione radicolare.

## Sintomatologia
La sintomatologia pulpare è estremamente variabile in base allo stato dell'infiammazione che la causa, ovvero al grado di pulpite, reversibile o irreversibile. Anche se i batteri non raggiungono direttamente la camera pulpare, già da prima di invadere l'intero strato dentinale possono causare irritazione pulpare alterando il flusso interno ai tubuli dentinali (per produzione di metaboliti acidi) o liberando tossine nei tubuli. Inizialmente, durante l'iperemia pulpare, la dentina è in uno stato di ipersensibilità con dolenzia secondaria a stimoli esterni (freddo, caldo, dolce, salato). Il dolore pulpare più caratteristico, che può mancare o essere di entità variabile fino ad un'estrema gravità, è spontaneo, variabile, intermittente o continuo, per lo più pulsante, esacerbato dal freddo, dal caldo, e generalmente diffuso e difficilmente localizzabile. Inoltre può essere irradiato:
- alla fronte, al naso o al labbro → denti frontali superiori
- al mento → denti frontali inferiori
- all'orecchio → tutti i molari
- alla mascella e alla regione temporale → denti posteriori superiori
- all'angolo della mandibola → denti posteriori inferiori

Qualora la polpa vada incontro a necrosi, mentre il dente sarà asintomatico e non risponderà ai test di vitalità, il dolore potrebbe spostarsi al periapice alla percussione dell'elemento dentario, durante la masticazione o addirittura solo sfiorandolo con la lingua (parodontite apicale).